# Gigi (novela)
Gigi (pronunciado [ʒi.ʒi]) es una novela de 1944 de la escritora francesa Colette. La trama se centra en una joven parisina a la que preparan para una carrera como cortesana y en su relación con un hombre culto y rico llamado Gaston, que se enamora de ella y acaba casándose con ella.
La novela fue traducida al inglés por Roger Senhouse y publicada (junto con "El gato", traducida por Antonia White) en 1953.
La novela se inspira en la vida de Yola Letellier, esposa de Henri Letellier (editor de Le Journal y alcalde de Deauville (1925-1928).

## Adaptaciones
La novela fue la base de una película francesa de 1949 protagonizada por Danièle Delorme y Gaby Morlay.
En 1951, Anita Loos la adaptó al teatro. Colette había elegido personalmente a Audrey Hepburn, aún desconocida, para interpretar el papel principal, mientras que su tía Alicia fue interpretada por la legendaria Cathleen Nesbitt, que se convertiría en la mentora de Hepburn a partir de entonces. Estrenada en Broadway en el Fulton Theatre el 24 de noviembre de 1951, la obra duró 219 representaciones (finalizó el 31 de mayo de 1952) y el debut de Hepburn en Broadway le valió un Theatre World Award.
Una versión cinematográfica musical de 1958, protagonizada por Leslie Caron en el papel principal, con guion de Alan Jay Lerner y partitura de Lerner y Frederick Loewe, ganó el Oscar a la mejor película. Lerner y Loewe adaptaron la película para un musical de 1973 que no tuvo éxito, pero que se reestrenó en Broadway en 2015.